# Wortham (Missouri)
Wortham – jednostka osadnicza w Stanach Zjednoczonych, w stanie Missouri, w hrabstwie St. Francois.